# Tramvajová trať Liberec, radnice – Růžodol I
Tramvajová trať Liberec, radnice – Růžodol I byla vedená z náměstí u liberecké radnice (náměstí Bojovníků za mír, dnes náměstí Dr. E. Beneše, kde byla napojena na hlavní městskou trať) západním směrem do obce, později liberecké části, Růžodol I. Byla uvedena do provozu na přelomu 19. a 20. století. Povolení ke stavbě bylo uděleno v roce 1897, zprovozněna byla 9. listopadu 1904 (podle webu Czechtrams.wz.cz však stavba započala 31. května 1899 a trať byla uvedena do provozu 9. listopadu 1899). Provozní délka původní tratě byla 0,925 km. V prosinci 1929 byla na růžodolské straně prodloužena k restauraci Letka na celkových 1,673 km. Zpravidla po této trati jezdila linka, která poté pokračovala po trati do Rochlice, například při zavedení čísel linek v roce 1924 jezdila po takové trase linka č. 2. Trať byla zrušena společně s tratí do Rochlice. Naposledy byly obě tratě v provozu 31. října 1960 a do tří let bylo traťové zařízení odstraněno.
Na některých domech v Londýnské a Chrastavské ulici je možné dodnes vidět původní úchytové konzole trolejového vedení.